# جگوار ۴۲۰ و دیملر (۱۹۶۶–۶۹)

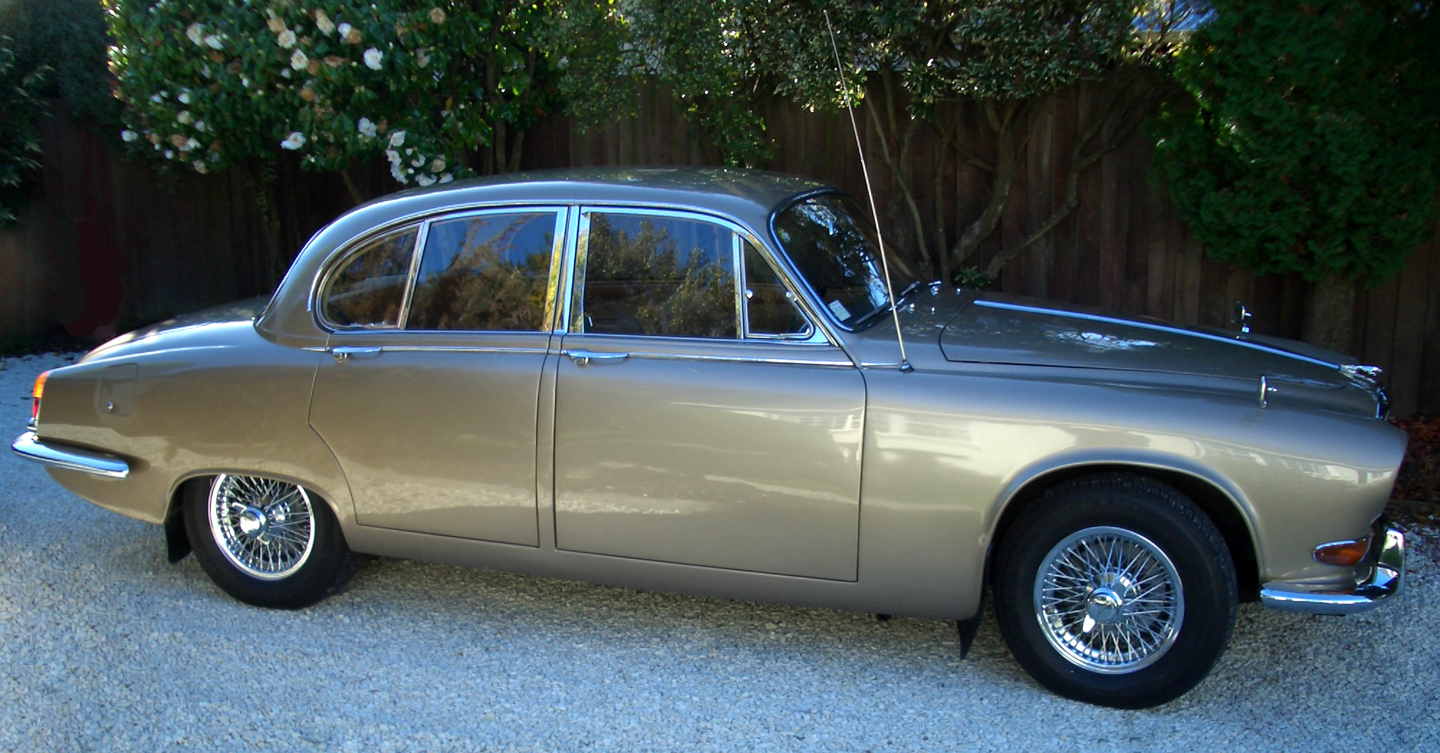

جگوار ۴۲۰ و دیملر (۱۹۶۶–۶۹) (Jaguar ۴۲۰ and Daimler Sovereign (۱۹۶۶–۶۹)) خودرویی است که در سال‌های ۱۹۶۶–۱۹۶۸Jaguar ۴۲۰ تا ۱۰،۲۳۶
۱۹۶۶–۱۹۶۹
Daimler Sovereign - ۵،۸۲۴تولید شده‌است.
این خودرو در کلاس سدان اسپورت قرار گرفته، طراحی آن خودروهای موتور جلو-محور عقب بوده طول آن در حالت طبیعی ۴٬۷۶۲ میلیمتر (۱۸۷ اینچ)، عرض آن در حالت طبیعی ۱٬۷۰۲ میلیمتر (۶۷ اینچ) و ارتفاع آن در حالت طبیعی ۱٬۴۲۹ میلیمتر (۵۶ اینچ) و وزن آن در حالت طبیعی ۱٬۶۷۶ کیلوگرم (۳٬۶۹۵ پوند) است. سیستم جعبه‌دندهٔ آن ۳ دنده به دو صورت خودکار و دستی است.

## نگارخانه

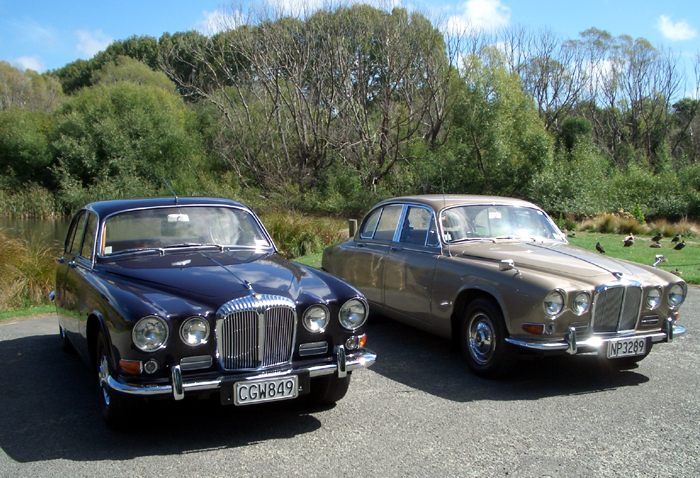
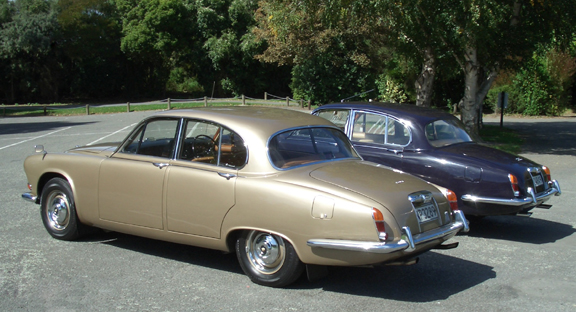
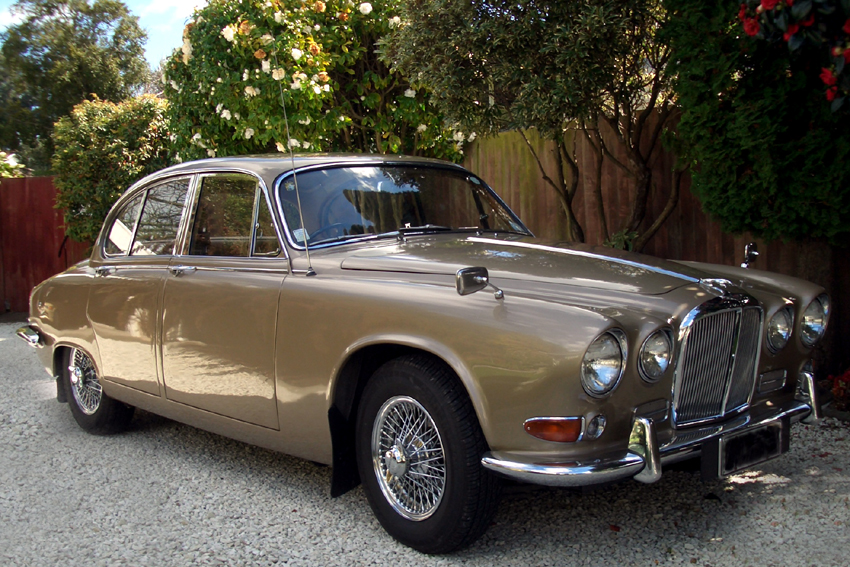
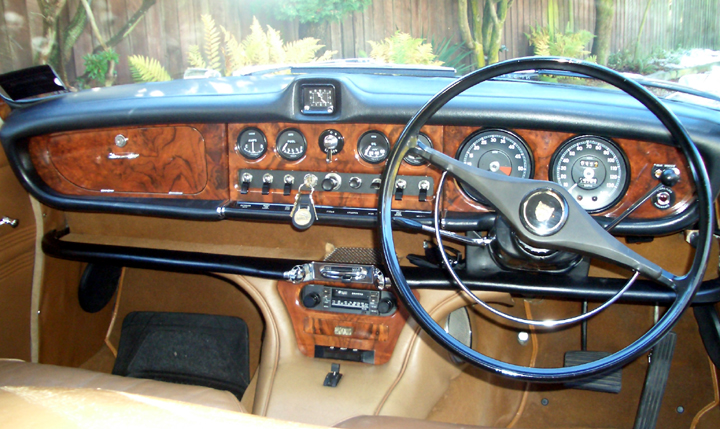
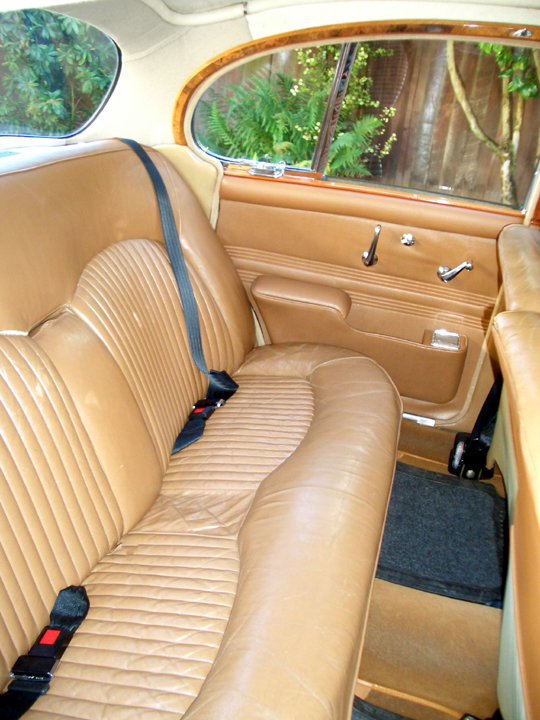